# 양청고등학교
양청고등학교(陽靑高等學校)는 대한민국 충청북도 청주시 청원구 오창읍 양청리에 있는 공립 고등학교이다.

## 학교 연혁
- 2008년 10월 31일 : 학교 설립 계획 심의(제221회 충청북도교육위원회)
- 2009년 9월 25일 : 양청고등학교 교명 확정(충청북도교육청 교명선정 위원회)
- 2010년 3월 1일 : 김지홍 초대 교장 취임
- 2010년 3월 2일 : 제1회 입학식 (7학급 240명)
- 2011년 1월 25일 : 학교 이전(청주 솔밭중에서 현 위치)
- 2011년 4월 29일 : 개교 기념식
- 2015년 4월 20일 : 2015 수학교육 선도학교 지정
- 2016년 2월 5일 : 2016 수학교육 연구학교 지정
- 2021년 9월 1일 : 제6대 오근수 교장 부임
- 2022년 12월 26일 : 사회적협동조합 양청달샘 개소
- 2024년 3월 4일 : 2024학년도 입학식(10학급 남 160명, 여 138명 총 298명)

## 참고 자료
- 양청고등학교 - 한국교육학술정보원 학교알리미